# Pınar Ayhan
Pınar Ayhan, född Karakoç 1972 i Diyarbakır, är en turkisk popsångerska.
Ayhan tog examen i engelsk litteratur och språk vid Hacettepe universitet i Ankara 1995. Från 1990 gjorde hon sångframträdanden i radio och TV och uppträdde med olika jazz- och orkestergrupper.
Ayhan deltog tillsammans med Tüzmen i den turkiska uttagningen till Eurovision Song Contest 1996, där de kom på andra plats med bidraget Var misin söyle. Ayhan återkom till tävlingen året därpå och kom igen på andra plats med bidraget Sen nerede ben orada. Hon deltog åter i tävlingen 2000 och vann med bidraget med Yorgunum anla. Hon representerade därmed Turkiet i Eurovision Song Contest i Stockholm och kom på tionde plats med 59 poäng.
Efter sitt deltagande i Eurovision Song Contest ägnade sig Ayhan främst åt en karriär som TV-programledare på TRT. 2012 gjorde hon comeback inom musiken och släppte sitt debutalbum Duyuyor musun?. Hon har skrivit låtarna själv tillsammans med Orkun Yazgan.